# Stenus bifoveolatus
Stenus bifoveolatus är en skalbaggsart som beskrevs av Leonard Gyllenhaal 1827. Stenus bifoveolatus ingår i släktet Stenus, och familjen kortvingar. Arten är reproducerande i Sverige.